# 바리그 967편 실종 사건
바리그 967편 실종 사건은 1979년 1월 30일 바리그 브라질 항공의 화물기가 원인불명의 이유로 태평양에서 실종된 사건이다. 일본 나리타 국제공항을 출발해 미국 로스앤젤레스 국제공항을 경유, 브라질 리우데자네이루 갈레앙 국제공항으로 날아가던 항공기였으나 미국으로 건너가는 과정에서 실종되었다. 당시 승무원 6명이 탑승하고 있었으며 실종기와 승무원의 흔적이 모두 발견되지 않았다.

## 배경

### 사고기
사고기는 보잉 707-323C 기종으로 제작번호 19235, 라인번호 519에 1966년 7월 31일 아메리칸 항공 소속 N7562A로 등록되었다. 처음에는 아메리칸 항공의 화물배송 자회사에서 운영하다가 1974년 바리그 카고 (Varig Cargo)로 매각되어 PP-VLU로 재등록됐다. 프랫 & 휘트니 JT3D-3B 엔진 4개를 탑재하였다.

### 승무원
사고기에 탑승한 승무원은 기장 지우베르투 아라우주 다 시우바 (Gilberto Araújo da Silva, 55세), 부기장 이르니 페이쇼투 밀리우스 (Erni Peixoto Mylius, 45세), 항공기관사 안토니우 브라질레이루 다 시우바 네투 (Antonio Brasileiro da Silva Neto, 39세), 이방 브라가 사운데르스 (Evan Braga Saunders, 37세), 항공엔지니어 조제 세베리누 구즈망 지 아라우주 (José Severino Gusmão de Araújo, 42세), 니콜라 이스포지투 (Nicola Exposito, 40세)로 총 6명이었다.
아라우주 다 시우바 기장은 1973년 바리그 브라질 항공 820편의 기장이었으며, 당시 승객 134명을 태우고 파리 오를리 공항에 착륙하다 지면에 충돌하여 승객과 승무원 123명이 사망했다. 1979년 실종 사고 당시 시우바 기장의 비행기록은 23,000시간에 달했다.

## 실종 사건
1979년 1월 30일 바리그 967편이라는 이름으로 나리타 국제공항을 출발해 경유지 로스앤젤레스 공항을 거쳐 리우데자네이루 갈레앙 국제공항으로 향하던 PP-VLU기가 태평양 상공에서 자취를 감추었다.
당시 바리그 967편은 20시 23분 나리타 국제공항을 이륙하였으며 마지막 항공교신은 20시 45분에 이루어졌다. 다음 교신 시각은 21시 23분일 것으로 예상되었으나 교신은 이루어지지 않았다. 교신이 끊긴 시점에서 마지막으로 남긴 위치는 도쿄에서 약 200km 떨어진 해역이었다.
사고기에는 도쿄 특별전을 마치고 고국으로 이송되던 일본계 브라질인 화가 마나부 마베의 작품 53점이 실렸으며 그림의 가치는 약 124만 달러에 달했다. 이 그림들은 물론 항공기의 잔해물이나 승무원의 시신도 끝내 발견되지 않았다.

## 같이 보기
- 실종기 목록
- 1948년 에어본 트랜스포트 DC-3편 실종 사건
- 플라잉 타이거 항공 739편 실종 사건
- 말레이시아 항공 370편 실종 사건